# Giancarlo Bellini
Pour les articles homonymes, voir Bellini.
Giancarlo Bellini (né le 15 septembre 1945 à Crosa dans le Piémont) est un coureur cycliste italien, professionnel de 1971 à 1979.

## Biographie
Son fils Marco a également été cycliste professionnel dans les années 1990. 

## Palmarès

### Palmarès amateur
- 1969
  - 5e étape du Tour de la Vallée d'Aoste
  - Rho-Macugnaga
  - Gran Premio Sportivi Vaudesi
  - Tre Valli Casteggiane
  - 3e de Trento-Monte Bondone
- 1970
  - Baby Giro :
    - Classement général
    - 6e étape

  - Gran Premio Sannazzaro
  - 3e du Trofeo Papà Bertolino

### Palmarès professionnel
- 1972
  - 10e du Tour de la Nouvelle-France
- 1975
  - Tour de Campanie
  - 6e étape du Tour de Suisse
  - 1rec étape de la Cronostaffetta (contre-la-montre)
  - 7e du Tour de Suisse
  - 8e du Tour de Romandie
- 1976
  - 3e étape du Tour de Romandie
  -  Grand Prix de la montagne du Tour de France
  - 8e du Tour de Romandie
- 1977
  - 4ea étape du Tour de Romandie
  - 9e du Tour de Romandie
  - 10e du Tour de Suisse
- 1978
  - 12e étape du Tour d'Italie
  - 9ea étape du Tour de Suisse

### Résultats sur les grands tours

#### Tour de France
2 participations
- 1974 : 26e
- 1976 : 16e,  vainqueur du Grand Prix de la montagne

#### Tour d'Italie
8 participations
- 1971 : 53e
- 1972 : 33e
- 1974 : 47e
- 1975 : 17e
- 1976 : 11e
- 1977 : 12e
- 1978 : 12e, vainqueur de la 12e étape
- 1979 : abandon (9e étape)